# フレデリック・リックス

サイン (1876年)

フレデリック・リックス (仏: Frédéric Lix、1830年12月18日 - 1897年2月23日) はフランスの画家、イラストレーター、リトグラフ作家。

## 経歴
フレデリック＝テオドール・リックスはフレデリック＝ジャック・リックス（Frédéric-Jacques Lix, 1804-1866）の息子である。父親のジャックはアルザス地域圏の消防隊を指揮していた。
彼はストラスブールで交友を結んだガブリエル＝クリストフ・ゲランやギュスターヴ・ジャントとともに、画家のアルフレッド・トシュモランからドローイングを習った。その後、1848年4月にパリ国立高等美術学校に入学し、ミシェル・マルタン・ドロランに師事し、フランソワ・ヴィクトル・エロワ・ビエンノーリのクラスでも学んだ。教室ではポール・ボードリー、ジュール・ブルトン、ジャン＝ジャック・エンネルらと親しくなった。
彼はローマ賞に二回応募するものの不合格となり、生計を立てるために定期刊行物にイラストを描くようになった。「ル・モンド・イリュストレ」、「ミュゼ・デ・ファミール」、「イリュストラシオン」、「ル・トゥール・デュ・モンド」、「ル・プチ・ジュルナル」、「マガザン・ピトレスク」、「ル・グラン・メサジェ・ボアトー・デ・ストラスブール」などである。また、書籍の挿絵も手がけ、1864年に発表されたジュール・ヴェルヌの唯一の文学研究「エドガー・ポーと彼の作品」（Edgard Poe et ses œuvres）や、1879年に刊行されたヴィクトル・ユーゴーの「レ・ミゼラブル」（ユーグ版）の扉絵などを手がけている。
一方、1857年からは サロン・ド・パリへの出展を始めた。最初の出品作は「アルザスのホップ収穫」で、以後1859年から1883年にかけて定期的に作品を出展した。普仏戦争の敗戦でアルザスがプロイセンに併合された1871年から翌年にかけては「L'Adieu à la Patrie」を始めとする愛国的な絵画を出展している。教育者としては、シャルル＝エミール・マティスや、アレクサンドル・フェルディナンドゥに絵画を指導した。
彼はアルザス地方の風景画家であるとともに肖像画家でもあり、写実的な田園風景を描いた。またアルザスに由来する歴史画や宗教画にも取組んだ。彼はクレヨン、カラー、ウォッシュ、サンギュイン（赤チョーク）、エングレービング、リトグラフ、ガッシュ、水彩、油彩など、さまざまな技法を用いた。彼は1897年に死去し、モンパルナス墓地に埋葬された。彼のアトリエも没年に売却されている。
彼の作品は、フィンランド国立美術館、ミュゼ・ドゥ・ラ・シィヴィリザシオン、ストラスブール近現代美術館、アルゼンチン国立美術館などに収蔵されている。

## 作品

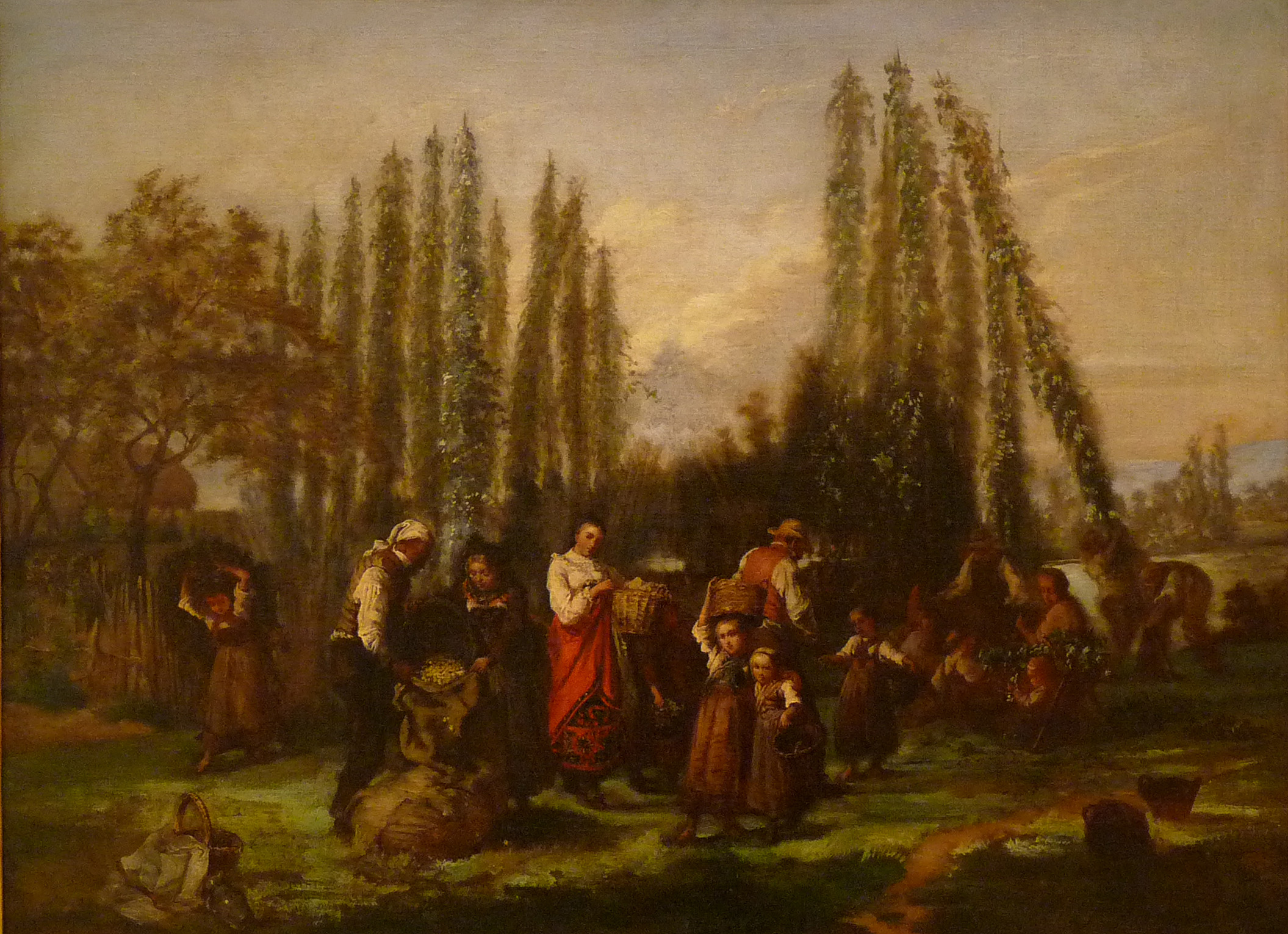
アルザスのホップ収穫
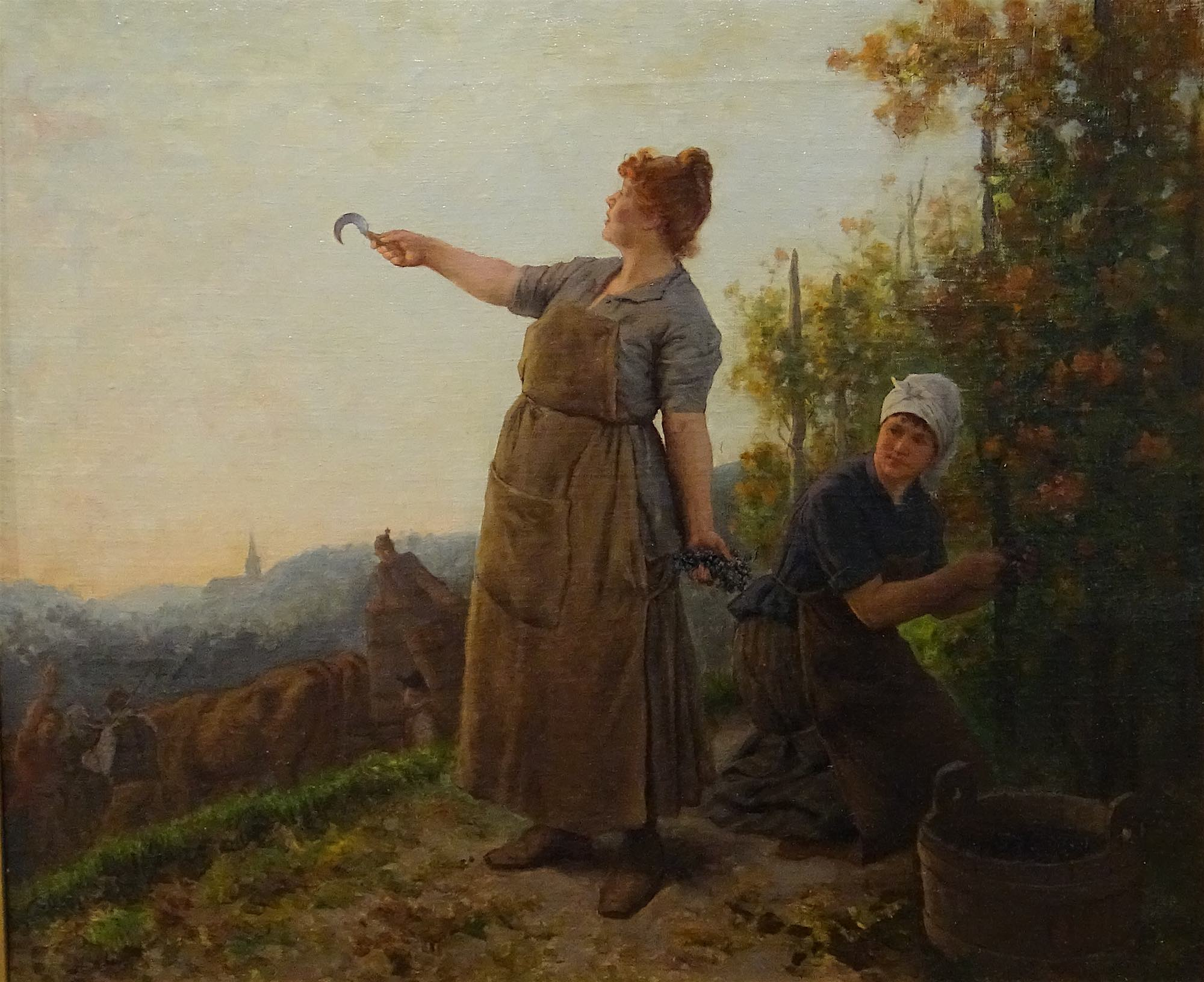
収穫
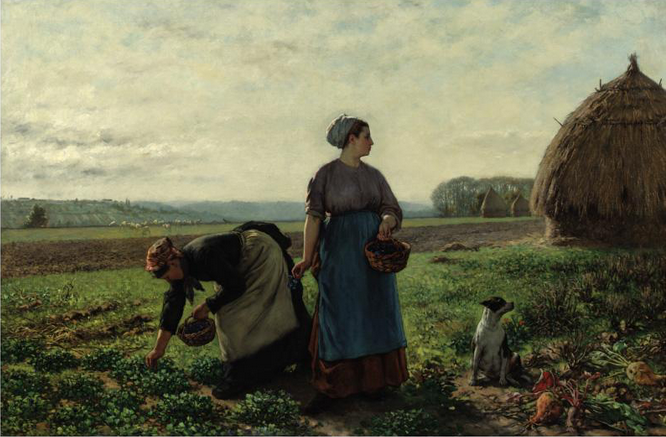
スミレ摘み
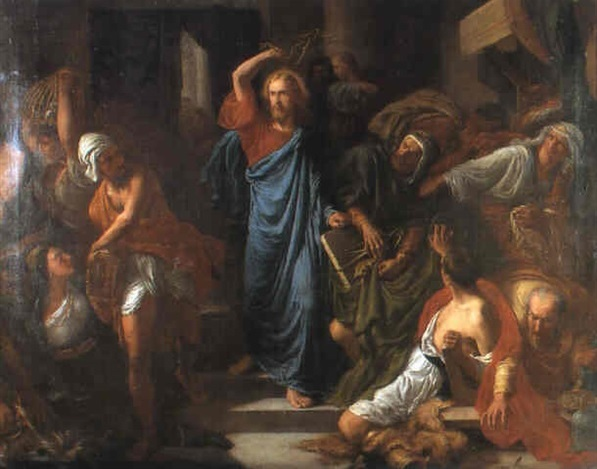
商人を追い出すイエス

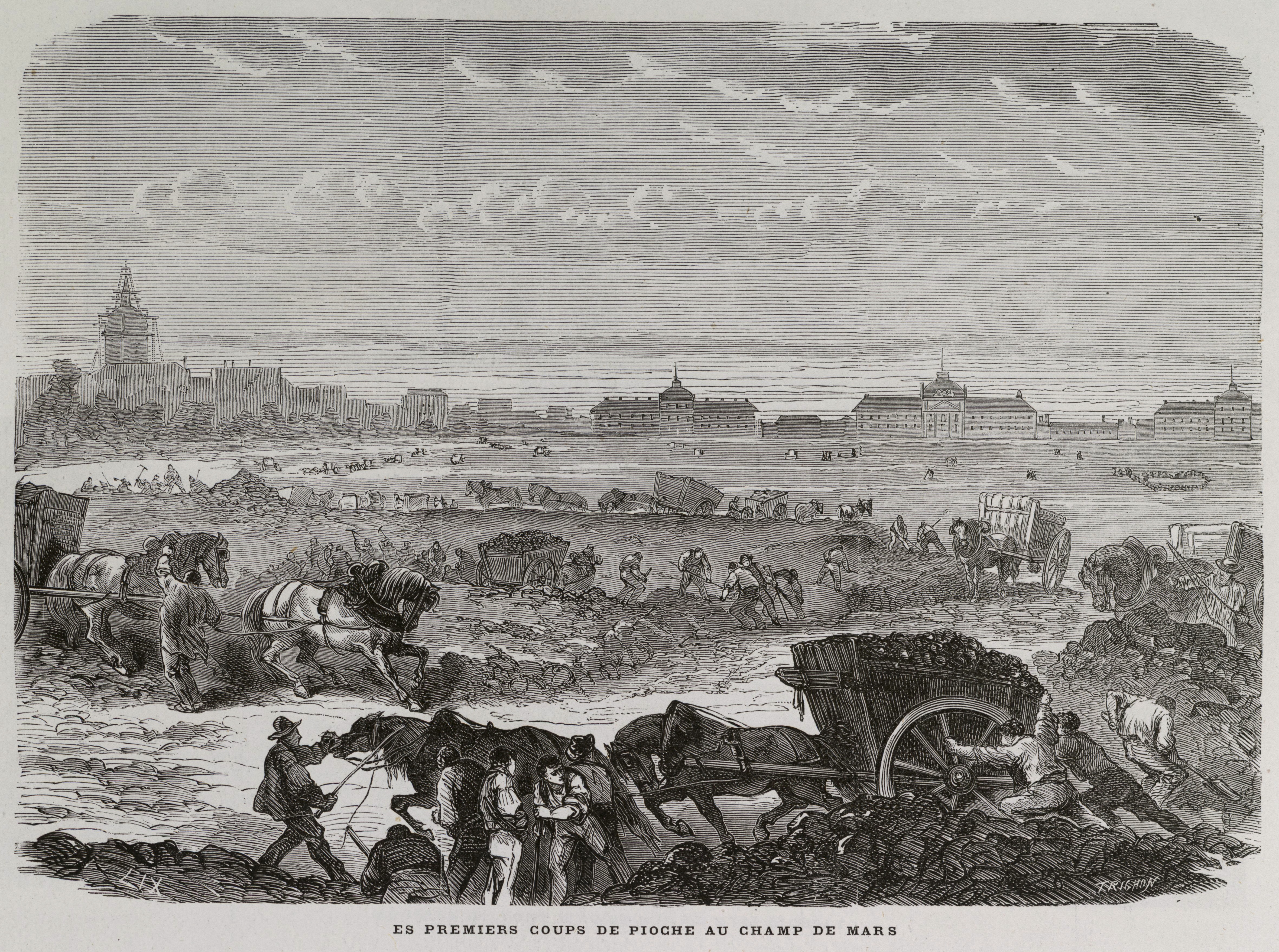
シャン・ド・マルス公園の造成
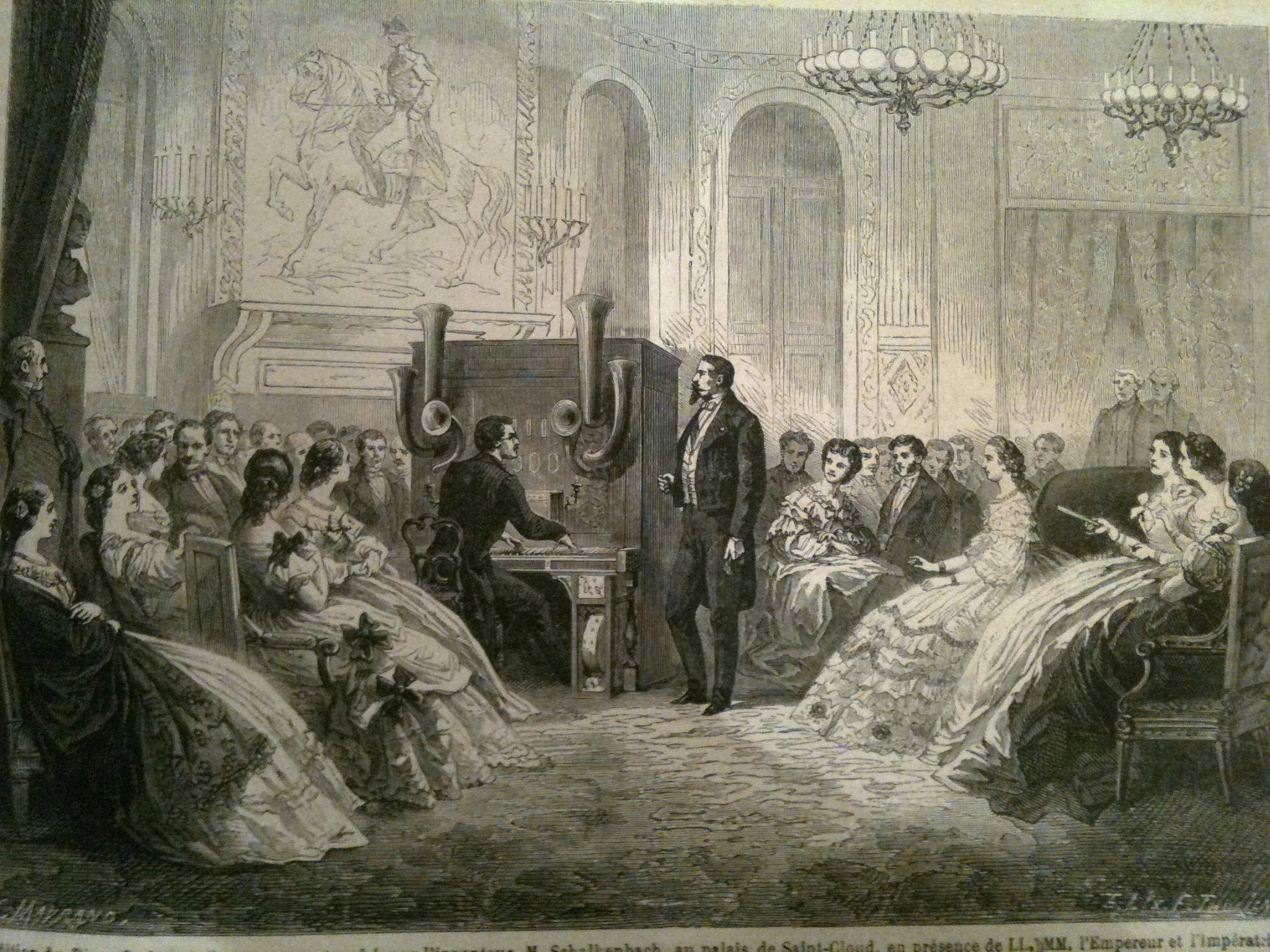
自動ピアノの演奏会
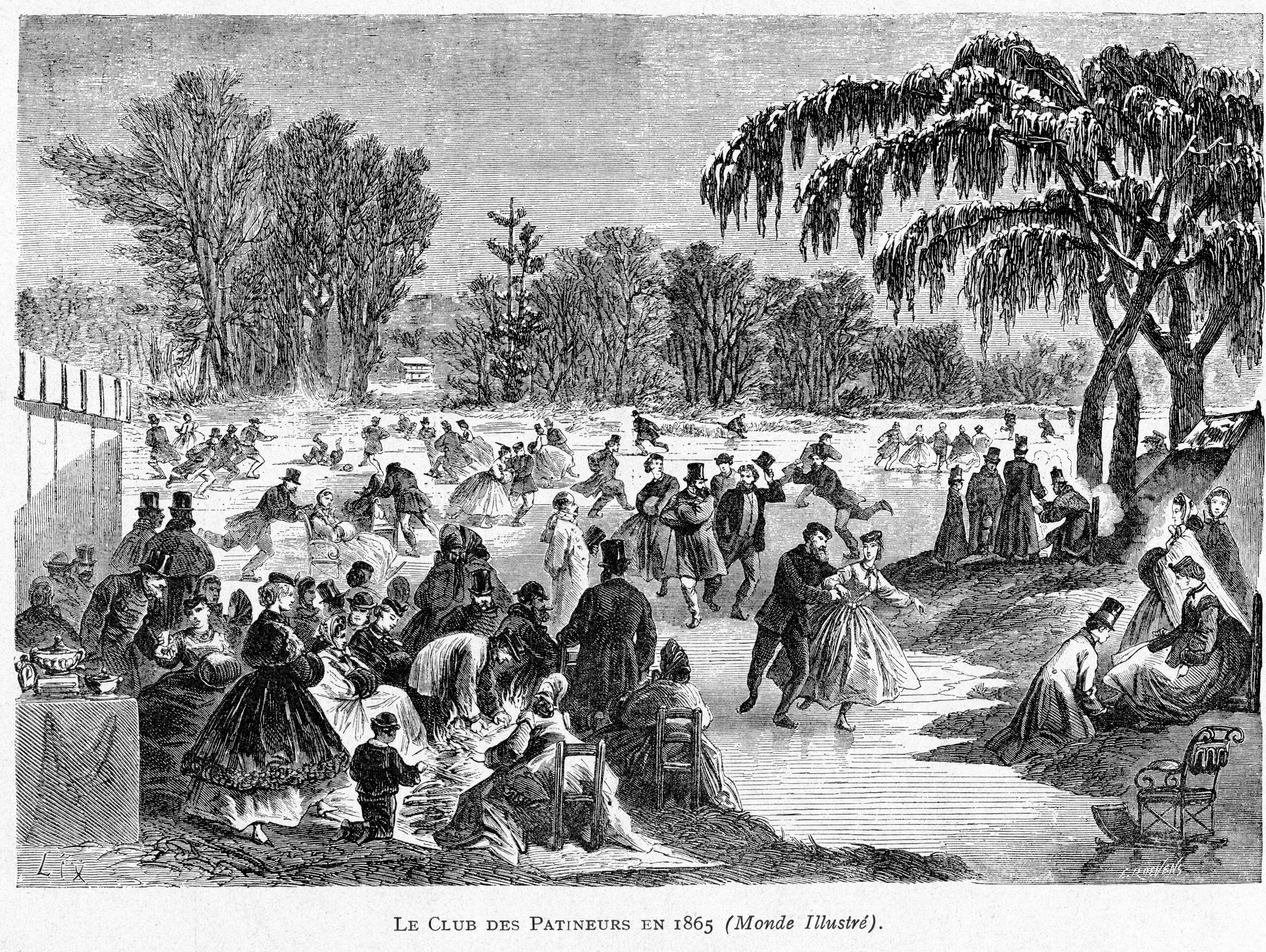
スケート・クラブ
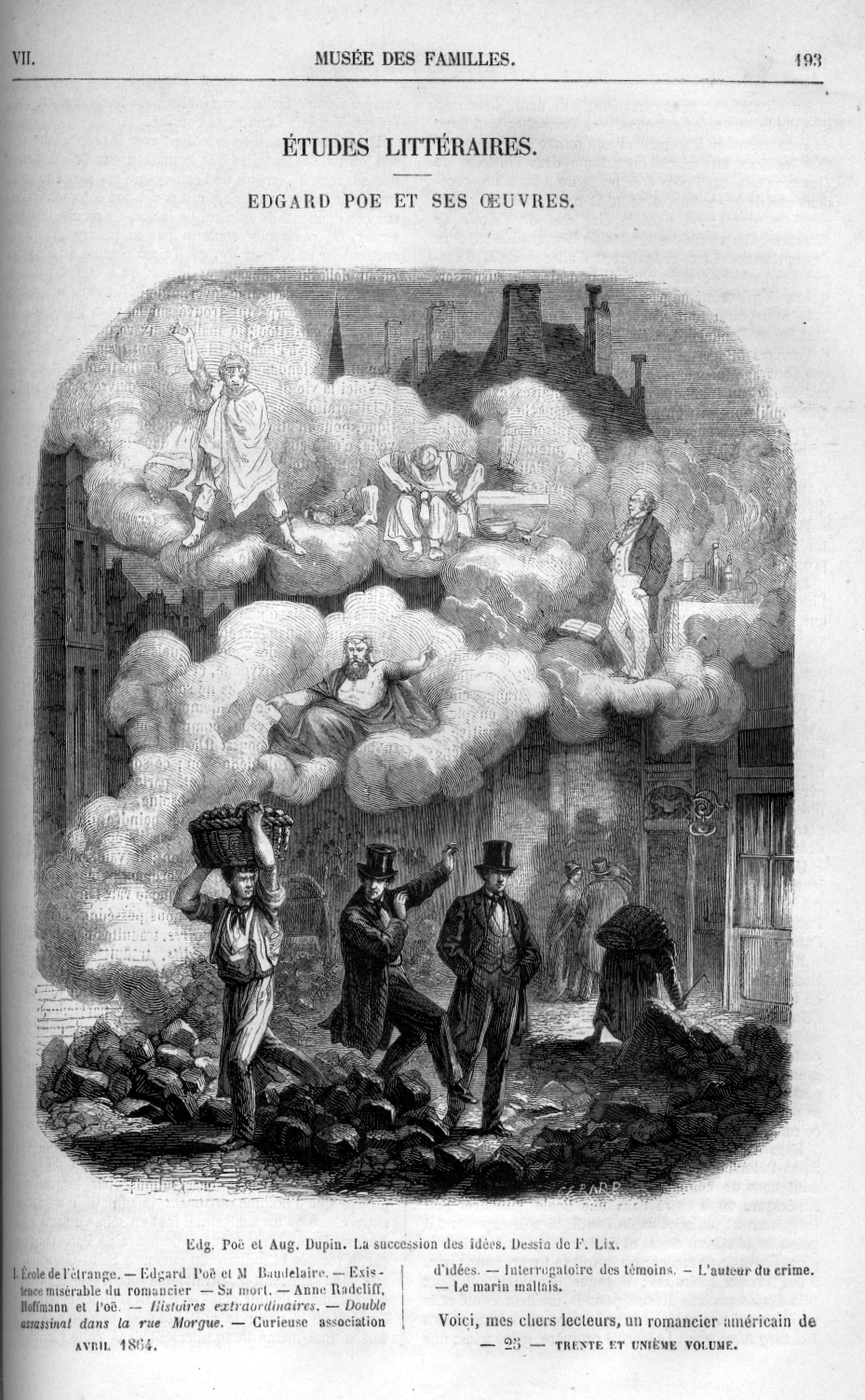
「エドガー・ポーと彼の作品」扉絵
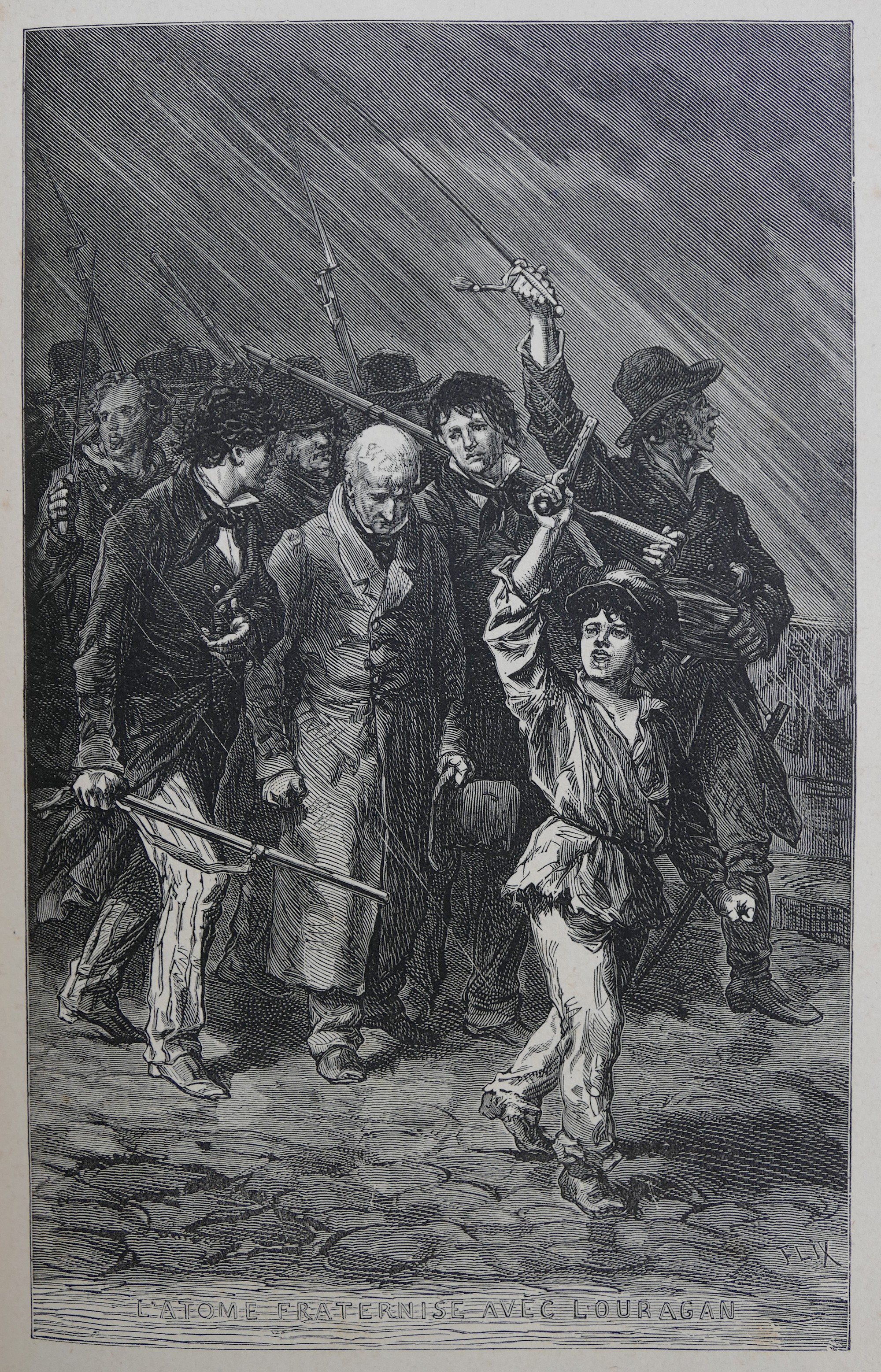
「レ・ミゼラブル」挿絵